# Aichi E10A
L'Aichi E10A (九六式水上偵察機?), o secondo la convenzione di designazione "lunga" idrovolante da ricognizione notturna Tipo 96 (nome in codice alleato Hank), era un idroricognitore a scafo centrale, monomotore biplano sviluppato dall'azienda aeronautica giapponese Aichi Tokei Denki KK nei primi anni trenta.
Destinato ad equipaggiare i reparti di ricognizione aerea della Dai-Nippon Teikoku Kaigun Kōkū Hombu, la componente aerea della Marina imperiale giapponese, venne prodotto in piccola serie rimanendo in servizio, nel più ampio contesto della seconda guerra mondiale, fino alle prime fasi della guerra del Pacifico ben presto sostituito da modelli più efficienti.

## Storia del progetto
Nel 1934 la Marina imperiale giapponese emise una specifica per la fornitura di un nuovo idroricognitore il cui compito era, di notte, nel rintracciare navi nemiche col favore delle tenebre informando i sottomarini che potevano così dirigersi verso i loro obiettivi, e nelle missioni diurne per consentire alle unità di superficie della flotta combinata di inquadrarle con le loro artiglierie. Il concetto venne testato con l'Aichi 6-Shi "idroricognitore notturno sperimentale per la marina", il quale però non riuscì a risultare efficace in condizioni operative. Le richieste prevedevano un modello dotato di buona autonomia e stabilità a bassa velocità, per facilitare ai suoi equipaggi il volo durante le lunghe missioni notturne, ed una struttura che ne permettesse l'uso nelle catapulte per aerei con cui erano equipaggiate le proprie unità maggiori.
A questo scopo vennero contattate la Aichi e la Kawanishi Kōkūki che incaricarono di fornire due prototipi ciascuna per una serie di valutazioni comparative. Il progetto dell'Aichi, identificato dall'azienda come AB-12, riguardava un idro monomotore in configurazione spingente con velatura biplana e di costruzione interamente metallica. Le ali erano ripiegabili all'indietro per facilitare l'hangaraggio e dotate di una doppia coppia di montanti, due per lato, mentre il motore Aichi Type 91, montato centralmente in una gondola collocata su un castello tubolare che integrava i montanti più interni, azionava un'elica quadripala spingente. Lo scafo integrava la cabina di pilotaggio chiusa dove trovavano posto pilota ed operatore radio, mentre l'osservatore che aveva anche l'incarico di mitragliere di difesa, occupava una postazione a prua equipaggiata con una mitragliatrice montata su supporto brandeggiabile.
Il primo prototipo venne portato in volo per la prima volta nel dicembre 1934. per essere poi inviato assieme al secondo esemplare alle prove comparative indette dalla marina dove si confrontò con il concorrente Kawanishi E10K. La commissione esaminatrice determinò la superiore stabilità del modello proposto dall'Aichi aggiudicando l'avvio della produzione in serie dell'E10A.

## Impiego operativo
L'AB-12 cominciò ad essere assegnato ai reparti di ricognizione della Dai-Nippon Teikoku Kaigun Kōkū Hombu dall'agosto 1936, identificato con la designazione "lunga" idrovolante da ricognizione notturna Tipo 96, in seguito con quella "corta" E10A. I quindici esemplari realizzati rimasero in servizio fino al 1941, già in fase di dismissione prima dell'Attacco di Pearl Harbor. Ciò nonostante gli venne assegnato il codice di identificazione Alleato Hank

## Utilizzatori
Giappone
- Dai-Nippon Teikoku Kaigun Kōkū Hombu